# Б-459 «Владикавказ»
Б-459 «Владикавказ» — российская дизель-электрическая подводная лодка проекта 877 «Палтус», по кодификации НАТО Kilo-сlass.

## История строительства
Техническое задание на разработку лодки было подписано главкомом ВМФ С. Г. Горшковым в 1974 г. Проект лодки разработало ЦКБ МТ «Рубин».
ДЭПЛ Б-459 проекта 887 заложена на заводе «Красное Сормово» (г. Нижний Новгород) 25 февраля 1988 года. 29 апреля 1990 года закончена строительством и спущена на воду в Сормовском затоне.
Летом 1990 года переведена на достроечную базу завода «Персей» (Севастополь).
2 августа 1997 года по инициативе заместителя командующего 58-й Армии Северо-Кавказского военного округа полковника Станислава Марзоева получила собственное наименование «Владикавказ». Причина наименования — шефские отношения с администрацией Республики Северная Осетия.

## История службы
28 сентября 1990 года вошла в состав ВМФ под наименованием Б-459. Временно зачислена в состав Черноморского Флота, подчинена 153-й Краснознамённой бригаде подводных лодок Черноморского флота. Пункт базирования — Южная бухта (г. Севастополь).
С июня по сентябрь 1991 года находилась в дальнем походе, выполняя боевые задачи в акватории Средиземного моря.
11 сентября 1991 года прибыла в г. Полярный и переведена в состав Северного Флота. Вошла в состав 161-й бригады подводных лодок 40-й краснознамённой ордена Ушакова 1-й степени эскадры подводных лодок Северного Флота.
В июне-августе 1993 и в мае-июле 1994 осуществляла учебно-боевые походы с выполнением задач боевой службы.
12 ноября 2008 передана заводу «Звёздочка» (Северодвинск) для ремонта.
С 2011 по 2015 год проходила средний ремонт и модернизацию на заводе «Звёздочка» (Северодвинск). Государственный контракт на ремонт субмарины был заключен через 3 года. Стапельный этап ремонта корабля продолжался 2,5 года. Были выполнены работы по ремонту корпуса, оборудования, механизмов винторулевой группы, главной энергетической установки и других систем, обеспечивающих живучесть подводной лодки. Проведена модернизация систем связи, навигации, электропитания, управления движением, боевой информационной управляющей системы, системы управления энергетической установки, других корабельных систем.
С сентября 2014 по август 2015 года проходила швартовные испытания (апрель 2015) и программу заводских ходовых испытаний в море. С 1 августа 2015 прошла программу морских ходовых испытаний
19 июня 2015 года на московском подворье СПЦ в дар экипажу ПЛ «Владикавказ» передан походный иконостас, освящённый епископом Моравичским Антонием (Пантеличем) (Сербская Православная Церковь).
23 сентября 2015 года (на 3 месяца раньше планового срока) вернулась в состав Северного Флота, значительно улучшив свои боевые качества. Срок её службы продлен ещё на 10 лет. Руководил межбазовым переходом ДЭПЛ «Владикавказ» из Северодвинска в Полярный командир бригады подводных лодок капитан 1 ранга Александр Горбунов.. Торжественная церемония подписания акта передачи лодки флоту состоялась в Северодвинске (фоторепортаж). Вернулась в состав 161-й бригады подводных лодок 40-й краснознамённой ордена Ушакова 1-й степени эскадры подводных лодок Северного Флота.
Зимой 2015—2016 года осуществила успешный дальний поход под командованием капитана 2-го ранга Александра Гуляева. Возвратилась в порт приписки 3 февраля 2016 года.
В 2016 и в 2017 гг корабль неоднократно выполнял задачи походов и мероприятий боевой подготовки в морской зоне.
В июле 2016 участвовала в Военно-морском параде в честь Дня ВМФ в г. Североморск.
Летом-осенью 2016 года совершила дальний поход под командованием капитана 2 ранга Владимира Нагорнова. Возвратилась в г. Полярный 24 октября 2016 года.
В мае-июне 2017 года участвовала в комплексных межвидовых военно-морских учениях Северного Флота (отработка взаимодействия и слаженности при операции по поиску, обнаружению и уничтожению условной подлодки противника).
Летом 2017 года осуществила дальний поход продолжительностью более 3 месяцев, в ходе которого отрабатывал учебно-боевые задачи на Балтике и в Баренцевом море. В порт приписки Полярный вернулась с экипажем однотипной подводной лодки Б-800 «Калуга», под командованием капитана 2 ранга Виталия Попова.
30 июля 2017 участвовала в Главном военно-морском параде в Кронштадте по случаю празднования Дня ВМФ.
С июля по сентябрь 2018 осуществляла боевые задачи с экипажем однотипной подводной лодки Б-800 «Калуга», под командованием капитана 2 ранга Виталия Попова.
В июле 2018 года межфлотский переход с Северного флота на Балтику, и 6 июля 2018 прибыла в Кронштадт.
29 июля 2018 принимала участие в Главном военно-морском параде в Санкт-Петербурге и Кронштадте, пройдя замыкающим кораблём парадного строя и завершив собой парад. Эскадрилья штурмовиков Су-25 распылила над ней дымообразующий состав цветов российского триколора. Подводная лодка Северного флота прошла мимо трибун, установленных на Южной стенке Усть-Рогатки.
23 мая 2019 года объявлен тендер на производство работ по техническому обслуживанию, обновлению и ремонту дизельной двигательной установки ПЛ «Владикавказ» и однотипной с ней подводной лодки Б-800 «Калуга». Итоги тендера с максимальной стоимостью работ 16 454 097 рублей будут подведены 24 июня 2019.
В июне 2019 года приняла участие в комплексных комплексных межвидовых военно-морских учениях Северного Флота по уничтожению отряда надводных кораблей условного противника, проходивших в Баренцевом море. Подлодка «Владикавказ» выполнила поиск надводных целей, определила их координаты и провела торпедную атаку практическим боезапасом, рассказали представители военного ведомства. Все торпеды поразили назначенные цели, условно нанеся критические повреждения кораблям отряда, проходя под корпусом или в районе винто-рулевой группы.
В конце того же месяца ПЛ «Владикавказ» стала центром учебно-спасательной операции Северного Флота. По сценарию учений на субмарине произошла катастрофа, а корабли и авиация Северного флота организовали и провели операцию по спасению экипажа и самой подлодки. В учениях по условному «спасению» ПЛ «Владикавказ» приняли участие самолёт Ил-38, вертолет Ка-27ПС, буксирное судно «Алтай», базовый тральщик «Коломна», противодиверсионные и гидрографические катера «Валерий Федянин» и «Николай Тимошенко», спасательное судно «Георгий Титов», подводный обитаемый спасательный аппарат АС-34 и другие высокотехнологичные средства ВМФ.